# Igor Đurić
Igor Đuric (en serbe en écriture cyrillique : Игор Ђурић), né le 22 février 1985 à Novi Sad en Yougoslavie (auj. en Serbie), est un footballeur international serbe, évoluant au poste de défenseur central.

## Palmarès

### En équipe nationale
- 4 sélections et 0 but avec l'équipe de Serbie depuis 2008.

### Avec Vojvodina Novi Sad
- Vainqueur de la Coupe de Serbie en 2014.